# Sonia Catepillán
Sonia Marlene Catepillán Guinao (Castro, 9 de octubre de 1945) es una mujer chilota, maestra tradicional williche y activista por los derechos humanos.
También conocida como Papai,ha sido reconocida en el año 2023 en la exposición fotográfica "50 años 50 mujeres", organizada por el Ministerio de la Mujer y Equidad de Género, como una de las 50 mujeres más influyentes en estos últimos 50 años en Chile que han contribuido de manera significativa a la construcción de la democracia y un proyecto de país más justo y libre.

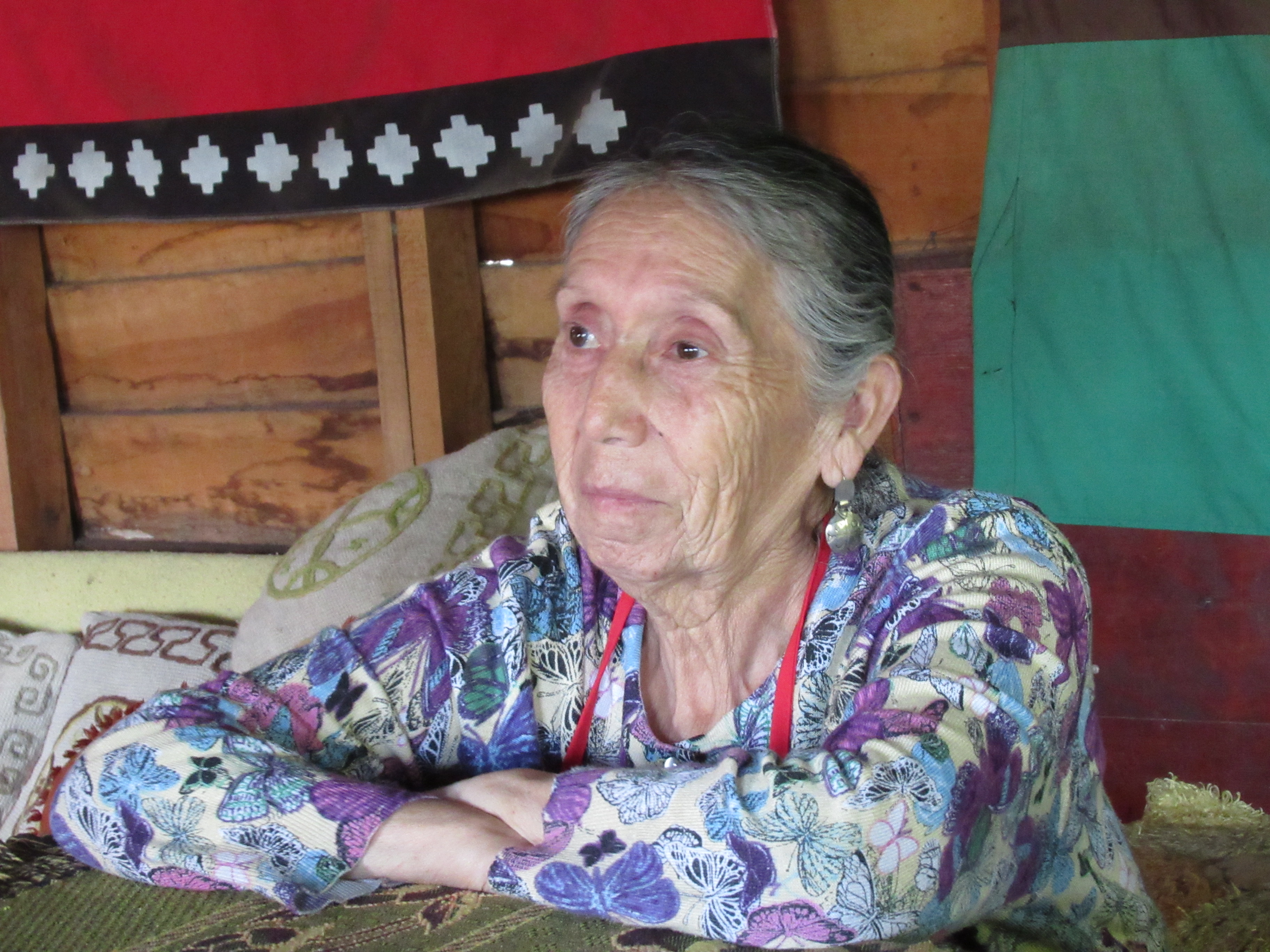
Sonia Catepillán en su fogón, febrero 2024

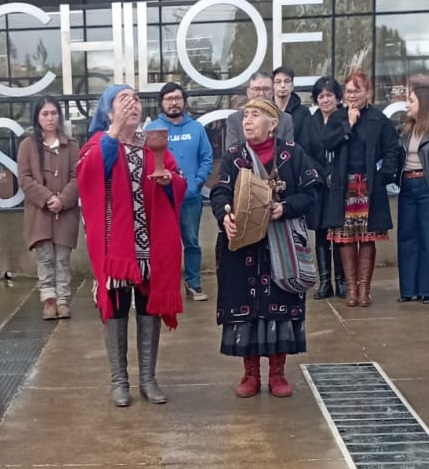
Sonia Catepillán realizando una rogativa mapuche para inaugurar la primera exposición de las Arpilleras del Archipiélago, 29 de agosto de 2023, Universidad de Los Lagos, Chiloé.

## Biografía
Sonia Catepillán nació y se crio en los palafitos de Castro, hija de madre lavandera y de padre carpintero de rivera, es la número 11 de 12 hermanos. De su madre aprendió la cocina chilotay la manera de preservar los alimentos, de su padre sindicalista se contagió del espíritu político. "Nos enseñaba quiénes somos y de dónde venimos. Decía: ustedes son pobres, son indios, tienen que pensar de izquierda."
Lleva 50 años militando en el Partido Comunista. “Tuve la suerte de casarme con un hombre que era del mismo pensamiento que yo. Los hijos, Francisco, Felipe, Teresa y Hugo, siempre nos vieron así. Y tengo una familia linda con hijos buenos, solidarios."
En el año 1981, durante la dictadura cívico militar chilena, fundó junto con otras compañeras la Agrupación de Mujeres de Chiloé, la que se desprendió del MUDECHI (Mujeres de Chile) de Chiloé . La organización congregó mujeres de distintos partidos y también independientes quienes se reunieron  para autoformarse y llevar adelante ollas comunes, acciones de protesta y propaganda en contra de la dictadura, por las que Sonia Catepillán fue detenida varias veces. Junto con las mujeres de la agrupación participan en las primeras protestas ecológicas en el archipiélago de Chiloé, en Manao para impedir la instalación de empresas de choritos y su impacto en el medio ambiente.
En la cocina chilota encontró una manera de preservar sus raíces, impulsando la Agrupación cultural y gastronómica Cai Cai Vilú y participando en la popular Feria Costumbrista de Castro como curantera, encargándose por  varios años de curantos al hoyo gigantes que llevaban 5 toneladas de mariscos. Al tomar conciencia de que las personas se interesaban en su lengua williche, decide estudiarla, investigarla y compartir este saber ancestral, iniciando un proceso de autorreconocimiento como mujer del pueblo williche.
Comenzó a trabajar como maestra tradicional en diferentes establecimientos educativos de Castro que desarrollan el Programa de Educación Intercultural Bilingüe dictando la asignatura de lengua indígena. Encontró en este espacio una manera de dar valor a sus raíces williches, dialogando con las infancias y comunidades escolares sobre la importancia de reconocer Chiloé como un territorio williche.
Con este fin, y como un puente entre la tradición ancestral oral y la escritura, Sonia Catepillán publicó el libro “Ul Huilliche” – “Canto de la gente del Sur”en el cual volcó las conversaciones de todos esos años a un libro.
En 2021 tuvo una importante participación en el proceso democrático que impulsó cambiar la Constitución chilena impuesta en dictadura. Fue candidata independiente a escaños reservados del pueblo Mapuche para integrar la Convención Constituyente, recibiendo apoyo de diversos sectores y personas.
En el año 2023 integra la agrupación Arpilleras del Archipiélago, un grupo de mujeres autoconvocadas para la conmemoración de los 50 años del golpe militar que encuentra en esta manifestación artística una manera de expresión política.
Sonia continúa siendo invitada a compartir sus saberes y ella señala que disfruta mucho conversar con las y los jóvenes para dar su testimonio de vida.

## Obras
- “Ul Huilliche” – “Canto de la gente del Sur”

## Reconocimientos
- Exposición fotográfica "50 años 50 mujeres" - 2023